# قسم قوري تشاي الريفي (مقاطعة دهغلان)
قسم قوري تشاي الريفي (بالفارسية: دهستان قوری چای) هي منطقة سكنية تقع في قسم في إيران. يقدر عدد سكانها بـ 8,206 نسمة .